# Mighty Joe Young
Mighty Joe Young (Brasil: Poderoso Joe / Portugal: O Grande Joe Young) é um filme norte-americano da Disney do gênero aventura de 1998 dirigido por Ron Underwood e estrelado por Bill Paxton e Charlize Theron. O roteiro é baseado em filme do mesmo nome, de 1949. Nesta versão, o macaco é muito maior do que no original.

## Sinopse
Um gorila brincalhão e inteligente e sua melhor amiga, Jill Young, cresceram juntos nas montanhas da África central. Quando a pacífica existência de Joe é abalada por caçadores ilegais, Jill e um zoólogo resgatam seu inocente amigo e o transferem para uma área de preservação na Califórnia. Mas a segurança de Joe dura pouco: um implacável caçador faz de tudo para capturá-lo.

## Elenco
- Bill Paxton como Professor Gregory "Gregg" O'Hara, um professor de vida selvagem que vai à África para estudar os animais e se torna amigo de Jill Young.
- Charlize Theron como Jill Young, uma jovem mulher que levantou Joe desde que era um bebê depois que suas mães foram mortas por caçadores.
- John Alexander como Mighty Joe Young, um gigantesco gorila-das-montanhas levado para Los Angeles para ser salvo de caçadores furtivos. Efeitos vocais prestados por Jim Cummings.
- Rade Šerbedžija como Andrei Strasser, o caçador que matou ambas as mães de Joe e de Jill.
- Regina King como Cecily Banks, uma médica no Animal Preserve, em Los Angeles.
- Peter Firth como Garth, braço-direito de Strasser da Inglaterra.
- Naveen Andrews como Pindi, guia de Gregg O'Hara na África.
- David Paymer como Harry Ruben, diretor do Animal Preserve em Los Angeles.
- Robert Wisdom como Kweli
- Christian Clemenson como Jack
- Geoffrey Blake como Vern
- Lawrence Pressman como Doutor Elliot Baker
- Linda Purl como Doutora Ruth Young
- Mika Boorem como jovem Jill Young
- Cory Buck como Jason
- Liz Georges como mãe de Jason
- Ray Harryhausen como cavalheiro na festa (Harryhausen foi um animador para o original Mighty Joe Young).
- Terry Moore como mulher tão elegante na festa (Moore estrelou como Jill Young no original Mighty Joe Young).

## Produção

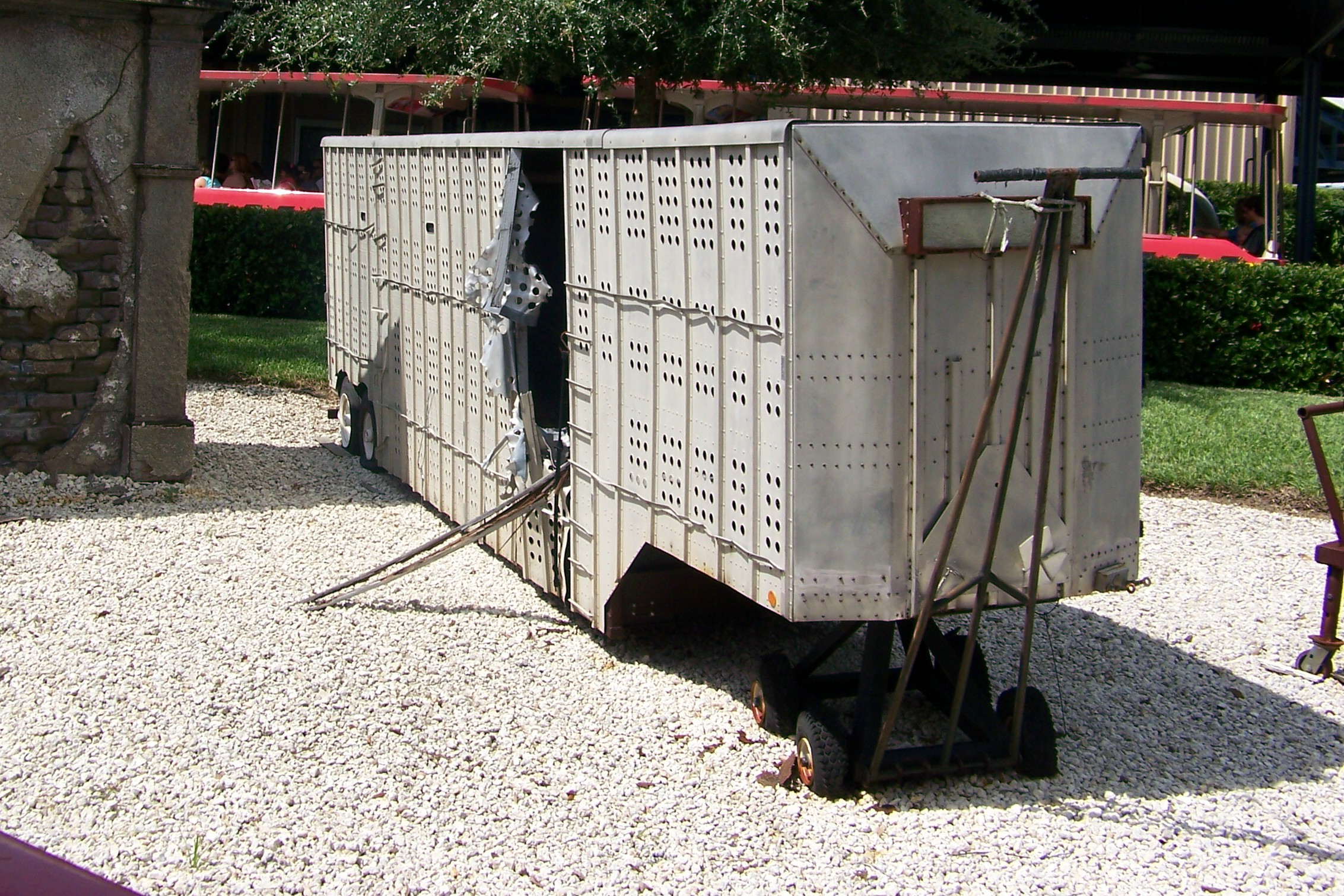
Um modelo do trailer usado em uma cena do filme. O modelo é usado agora em uma atração em Disney's Hollywood Studios

No dia 2 de julho de 1997, durante as filmagens no Vale de São Fernando, Califórnia, o diretor de fotografia Donald Peterman e o cameraman Ray De La Motte se acidentaram após o guindaste em que eles estavam quebrar. Os dois cairam de uma altura de mais de 7 metros. A produção do filme foi interrompida por dois dias e Peterman foi substituido por Oliver Wood na função. Em 2000 Peterman processou a empresa Panther Pegasus, fabricante do guindaste, e ganhou $5 milhões de dólares de indenização.

## Música
A música para o filme foi composta e regida por James Horner. A trilha sonora foi lançada em dezembro de 1998.

### Lista de faixas
| N.º | Título                            | Duração |  |
| 1.  | "Sacred Guardian of the Mountain" | 3:57    |  |
| 2.  | "Poachers"                        | 7:52    |  |
| 3.  | "Attempted Capture"               | 6:00    |  |
| 4.  | "The Trees"                       | 6:04    |  |
| 5.  | "Our Last Chance – A New World"   | 3:48    |  |
| 6.  | "A Broken Promise"                | 4:31    |  |
| 7.  | "Leaving by Night"                | 5:14    |  |
| 8.  | "Hollywood Boulevard"             | 7:45    |  |
| 9.  | "Freeway Crossing"                | 4:08    |  |
| 10. | "The Carnival"                    | 6:22    |  |
| 11. | "The Burning Ferris Wheel"        | 7:36    |  |
| 12. | "Dedication and Windsong"         | 9:44    |  |

## Recepção
O filme arrecadou $50,632,037 com um orçamento de produção de $90 milhões, tornando-se assim uma bomba nas bilheterias, devido à concorrência com The Prince of Egypt, The Rugrats Movie, Babe: Pig in the City, A Bug's Life, e Patch Adams.
Criticamente, o Mighty Joe Young teve uma recepção melhor do que outro remake do grande monstro do ano, Godzilla de Roland Emmerich; no entanto, em última análise, recebeu críticas mistas, alguns críticos criticando-o como sendo tipicamente 'Disney' no enredo e desfecho. O filme tem uma classificação de 52% do Rotten Tomatoes.
Roger Ebert do Chicago Sun-Times deu ao filme 3 estrelas de 4, dizendo: "Mighty Joe Young é um enérgico, robusto conto de aventura: não muito cínico, violento ou fragmentada para as crianças, não muito manso para adultos. Afinal o cálculo por trás de "Godzilla" e "Armageddon", que tem uma espécie de inocência. Não se trata de um monstro, mas de um muito grande, bem-intencionado gorila que só quer ser deixado em paz". Apesar de dar as críticas positivas do filme, ele também apontou que as cenas de romance e vilões foram apenas média e de nenhuma maneira excepcional.
Reelviews Movie Reviews deu ao filme três estrelas de quatro e críticas positivas: "Embora o tamanho do Joe faz dele um monstro, sua disposição faz ele fofinho. Apesar de não ser ousado no estilo ou história, o Mighty Joe Young é, contudo, uma aventura encantadora e divertida, e um remake raro que é melhor do que o original. Pode não ter o soco bilheteria exceder a marca de $100 milhões, mas é bom o suficiente para entreter o público".
Entre os que criticaram o filme incluiu Maitland McDonagh do TV Guide, que deu ao filme 2,5 estrelas de 4 e disse: "Este é espetáculo impulsionado pela tecnologia: É muito superficial para realmente trabalhar para adultos, mas tão lento e implacavelmente grave que as crianças são obrigadas a ficarem inquietas. Próprio Joe é uma criação incrível, menos apresentável, com certeza, que o original apaixonado King Kong, mas um personagem muito mais plenamente realizado do que qualquer carne e sangue humanos pelo qual ele está cercado".
Dustin Putman deu duas estrelas de 4 e comentários negativos, dizendo "Mighty Joe Young é uma perda de tempo agradável para as crianças mais velhas (que é muito violento para os telespectadores mais jovens) e, talvez, alguns adultos, mas em uma época em que as crianças também podem optar por ver o maravilhoso "The Prince of Egypt", e adultos podem escolher qualquer número de filmes muito superiores, "Mighty Joe Young" simplesmente empalidece em comparação. Embora você certamente poderia fazer muito pior, só há uma qualidade muito distinta sobre o filme, e isso é o desempenho carismático de Charlize Theron".
Mighty Joe Young também recebeu uma nomeação do Oscar para Melhor Efeitos Visuais, perdendo para What Dreams May Come.